# Tsumgal·lita
La tsumgal·lita és un mineral de la classe dels òxids, que pertany al grup del diàspor. Rep el nom de la mina Tsumeb (Namíbia), la seva localitat tipus, i per la composició química, que conté gal·li.

## Característiques
La tsumgal·lita és un hidròxid de fórmula química GaO(OH). Va ser aprovada com a espècie vàlida per l'Associació Mineralògica Internacional l'any 2002, sent publicada per primera vegada el 2003. Cristal·litza en el sistema ortoròmbic. La seva duresa a l'escala de Mohs es troba entre 1 i 2.
Segons la classificació de Nickel-Strunz, la tsumgal·lita pertany a «04.FD: Hidròxids amb OH, sense H₂O; cadenes d'octaedres que comparteixen angles» juntament amb els següents minerals: spertiniïta, bracewel·lita, diàspor, goethita, groutita, guyanaïta, montroseïta, manganita, yttrotungstita-(Y), yttrotungstita-(Ce), frankhawthorneïta, khinita i parakhinita.

## Formació i jaciments
Va ser descoberta a la mina Tsumeb, a la localitat homònima de la regió d'Oshikoto, a Namíbia, on sol trobar-se associada a siderita rica en zinc, söhngeïta, germanita i altres minerals del grup de la tennantita. Es tracta de l'únic indret de tot el planeta on ha estat descrita aquesta espècie mineral.